# Coleophora hymenocrateri
Coleophora hymenocrateri é uma mariposa da família Coleophoridae. Ela é encontrada no Turcomenistão. As larvas alimentam-se de Hymenocrater bituminosus. Já os adultos alimentam-se de folhas de plantas.